# KK Vršac
Košarkaški klub Vršac (serbiska: Кошаркашки клуб Хемофарм) är en professionell basketklubb från Vršac i Serbien. Klubben spelar i Liga ABA och Serbiska basketligan. Hemmamatcherna spelas i Centar Milenijum, med en publikkapacitet på 5 000 personer. Klubben hette mellan 1992 och 2012 KK Hemofarm.

## Meriter
Nationella:
- Serbiska basketligan:
  - Etta: 2003–04, 2004–05, 2007–08, 2009–10, 2010–11
- Serbiska cupen:
  - Tvåa: 2002–03, 2005–06, 2007–08

Internationella:
- Liga ABA:
  - Etta: 2004–05
  - Tvåa: 2007–08
- Korać Cup:
  - Tvåa: 2000–01

### Fotnoter
1. ↑  Millennium.rs - Sports Hall Arkiverad 23 juni 2010 hämtat från the Wayback Machine.